# La vie est un carnaval (émission de télévision)
Ne doit pas être confondu avec La vida es un carnaval.
La vie est un carnaval est une émission de télévision québécoise présentée par Sophie Fouron, produite par URBANIA et diffusée sur TV5.

## Diffusion
Le magazine sera diffusé pour la première fois le 20 janvier 2023 sur la chaîne TV5,,. Sur cette même chaîne, Sophie Fouron présente également l'émission télévisée Tenir salon,.

## Principe
Sur une idée originale de Iann Saint-Denis, le magazine de société La vie est un carnaval a pour objectif de briser les préjugés en allant à la rencontre de différente cultures. Des reportages de terrain seront également diffusés.
Le Journal de Québec précise que « le projet "aux allures d’auberge espagnole" permettra de "reconnecter avec ses voisins". Pour ce faire, on "souhaite briser des croyances et des préjugés en allant à la rencontre de l’autre" ».

## Intervenants
- Corneille[2],[1]
- Neev[2],[1]
- Isabelle Picard[2],[1]
- Tatiana Polevoy[2],[1]
- Kevin Raphaël[2],[1]
- Manuel Tadros[2],[1]
- Elkahna Talbi[2],[1]